# Rhaphidophora maingayi
Rhaphidophora maingayi är en kallaväxtart som beskrevs av Joseph Dalton Hooker. Rhaphidophora maingayi ingår i släktet Rhaphidophora och familjen kallaväxter. Inga underarter finns listade.